# Vasili Surikov
Vasili Ivanovici Surikov (în rusă Васи́лий Ива́нович Су́риков) (n. 24 ianuarie 1848, Krasnoiarsk - d. 19 martie 1916, Moscova) a fost un pictor rus.
Este cunoscut pentru picturile sale istorice prezentând episoade din secolul al XVII-lea și din perioada medievală a Rusiei. În picturile sale redă cu minuțiozitate așezările și costumele epocii. Aceasta în ciuda faptului că doar 9 din picturile sale sunt istorice, iar restul, de mai multe sute, fiind portrete, schițe, studii.
Deși Surikov a trăit și a creat cea mai mare parte a vieții la Moscova, el a considerat permanent că locuința sa este aceea din Krasnoiarsk. Casa lui din Krasnoiarsk a devenit casă memorială.
Se trage dintr-o familie de cazaci din Siberia. După absolvirea școlii în 1868, a pornit spre Sankt Petersburg, călare pe cal, pentru a se înscrie la Academia de Arte. Călătoria a durat un an, iar în 1869 s-a înscris la Academie, unde a avut rezultate remarcabile.
Prima comandă de pictură istorică a primit-o în 1874.

## Galerie

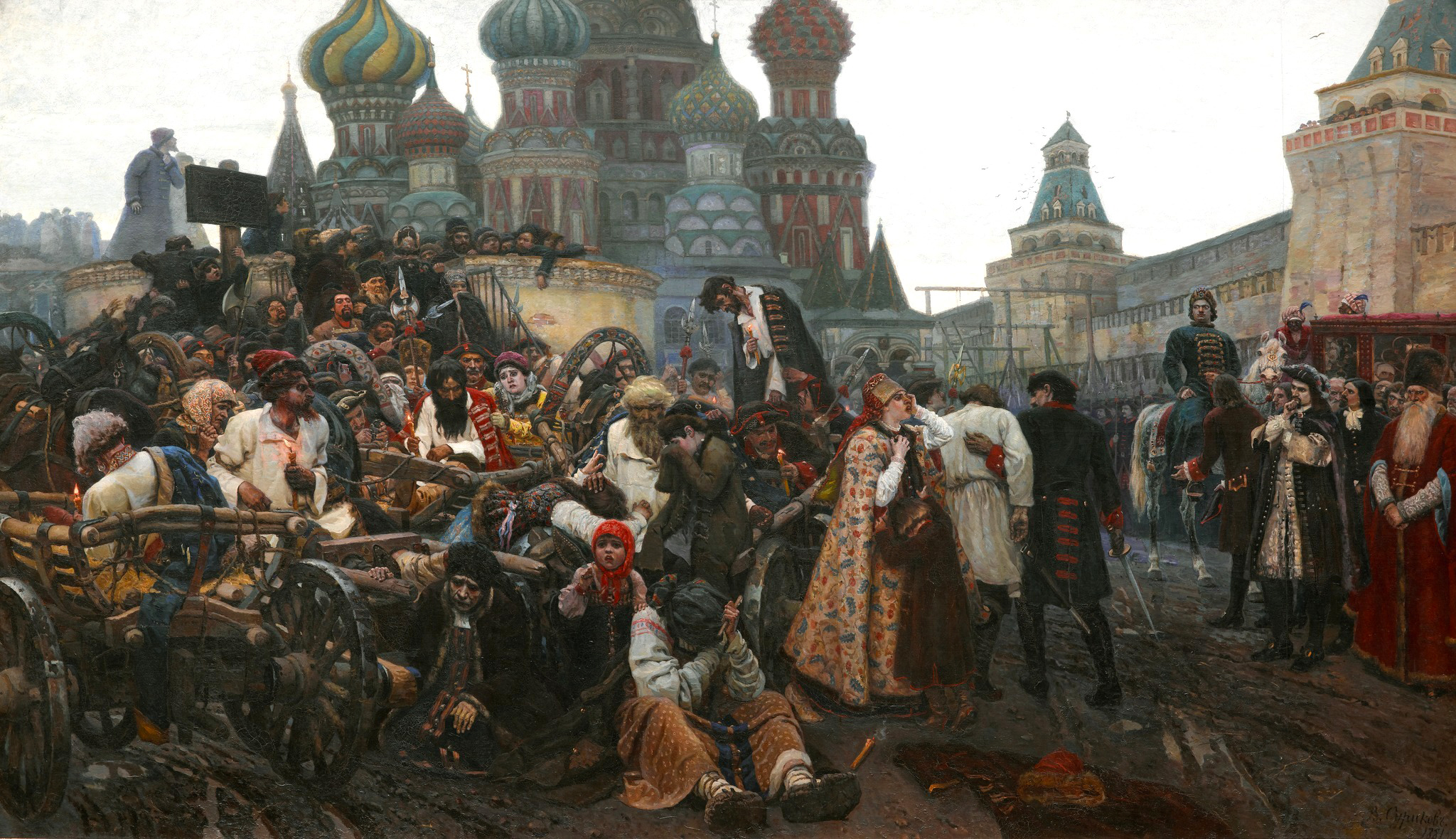
Dimineața execuției streliților, 1881
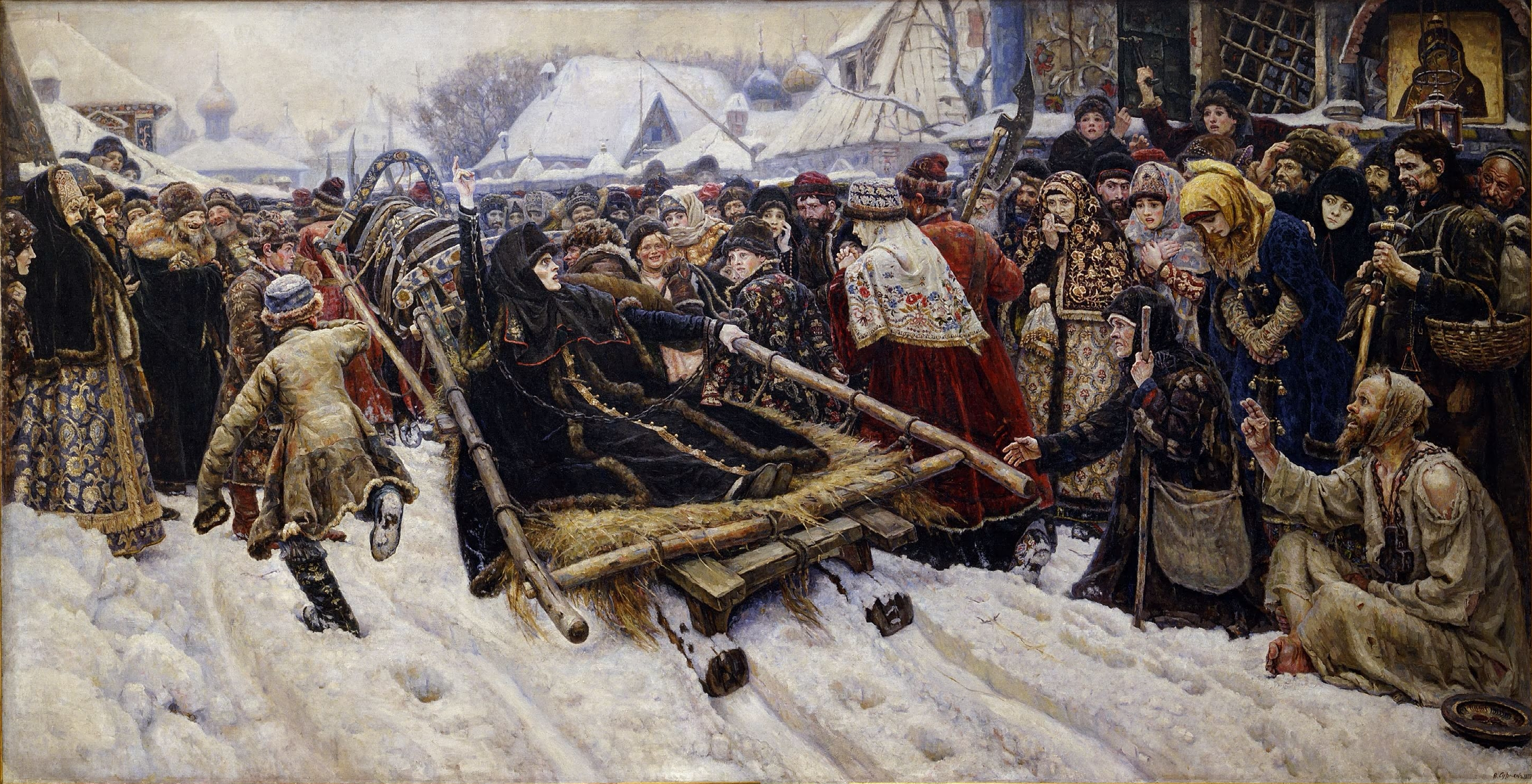
Feodosia Morozova
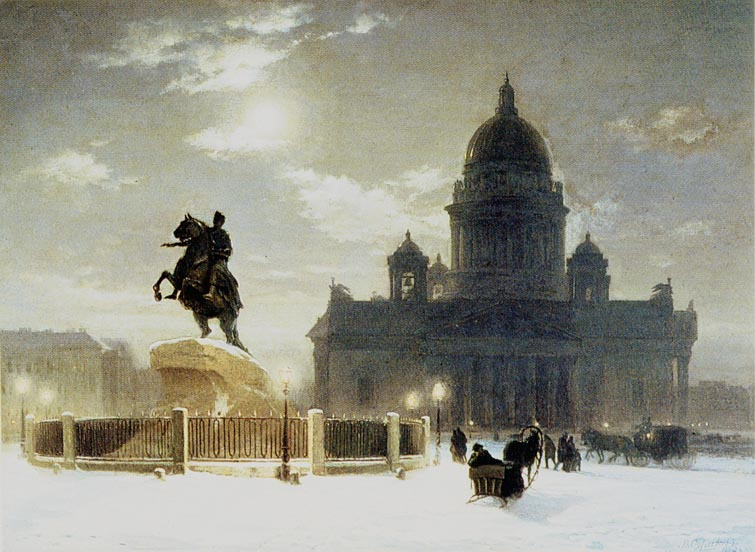
Călăreţul din bronz
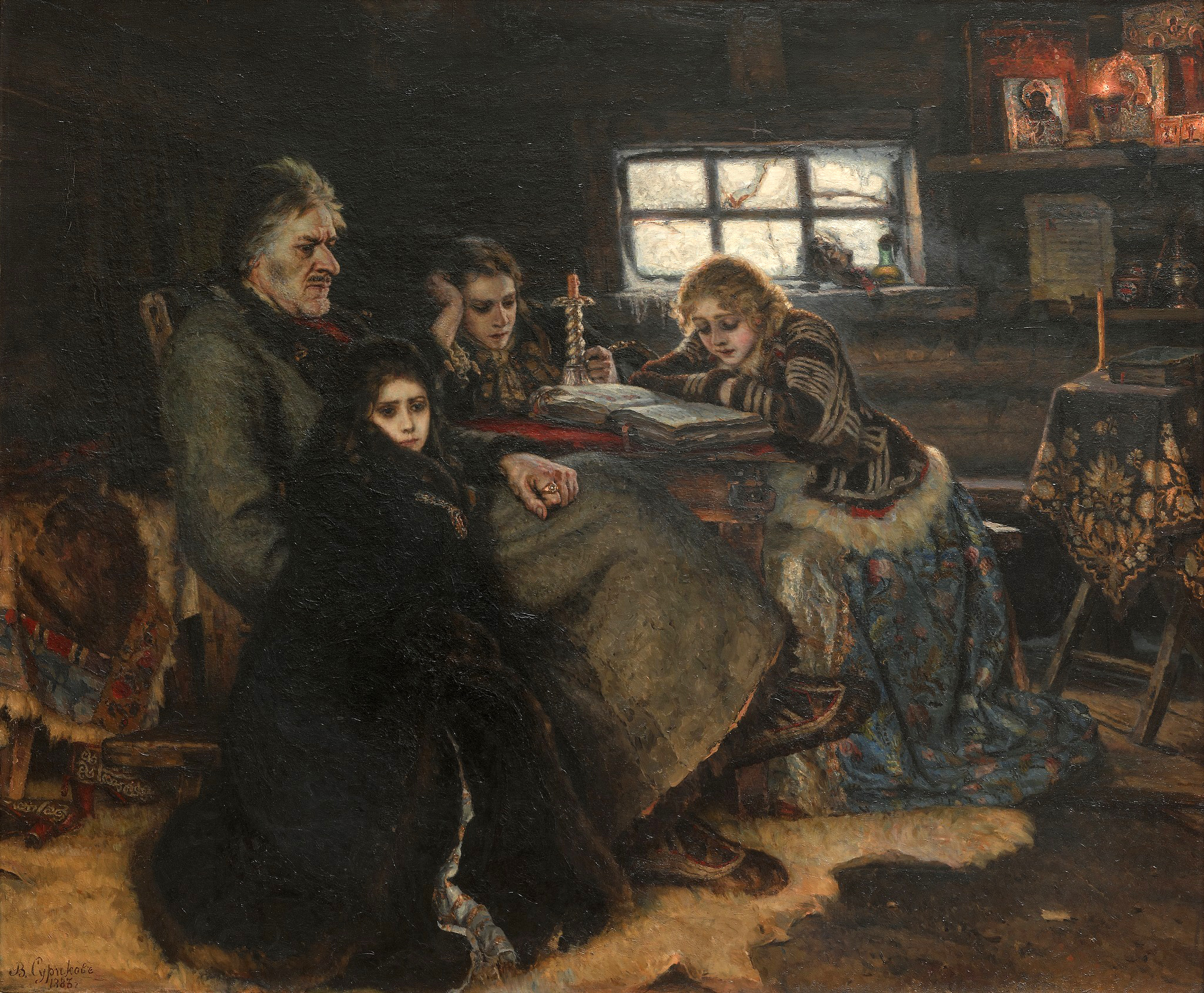
Menșikov în Berezov
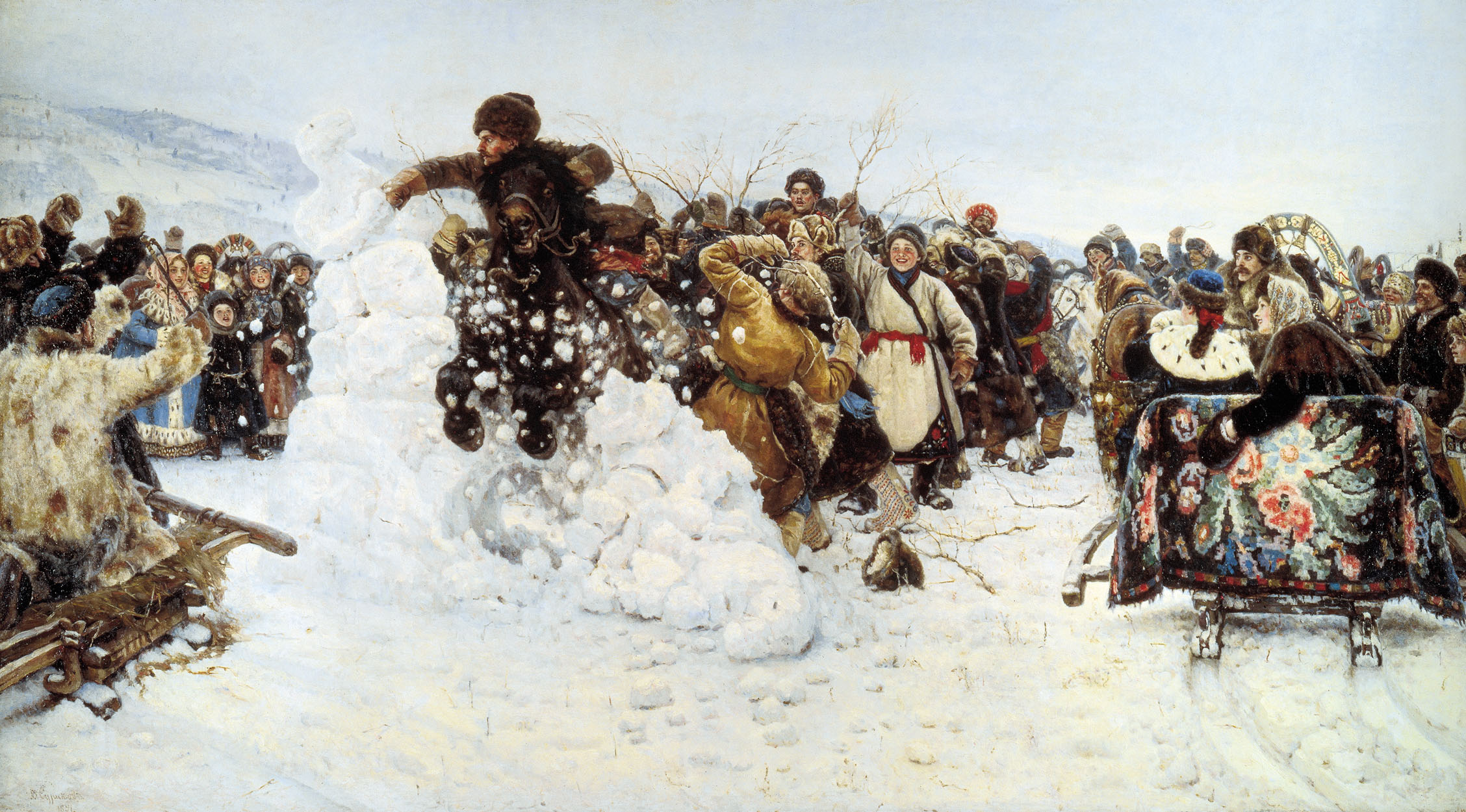
Cucerirea unei fortăreţe de zăpadă
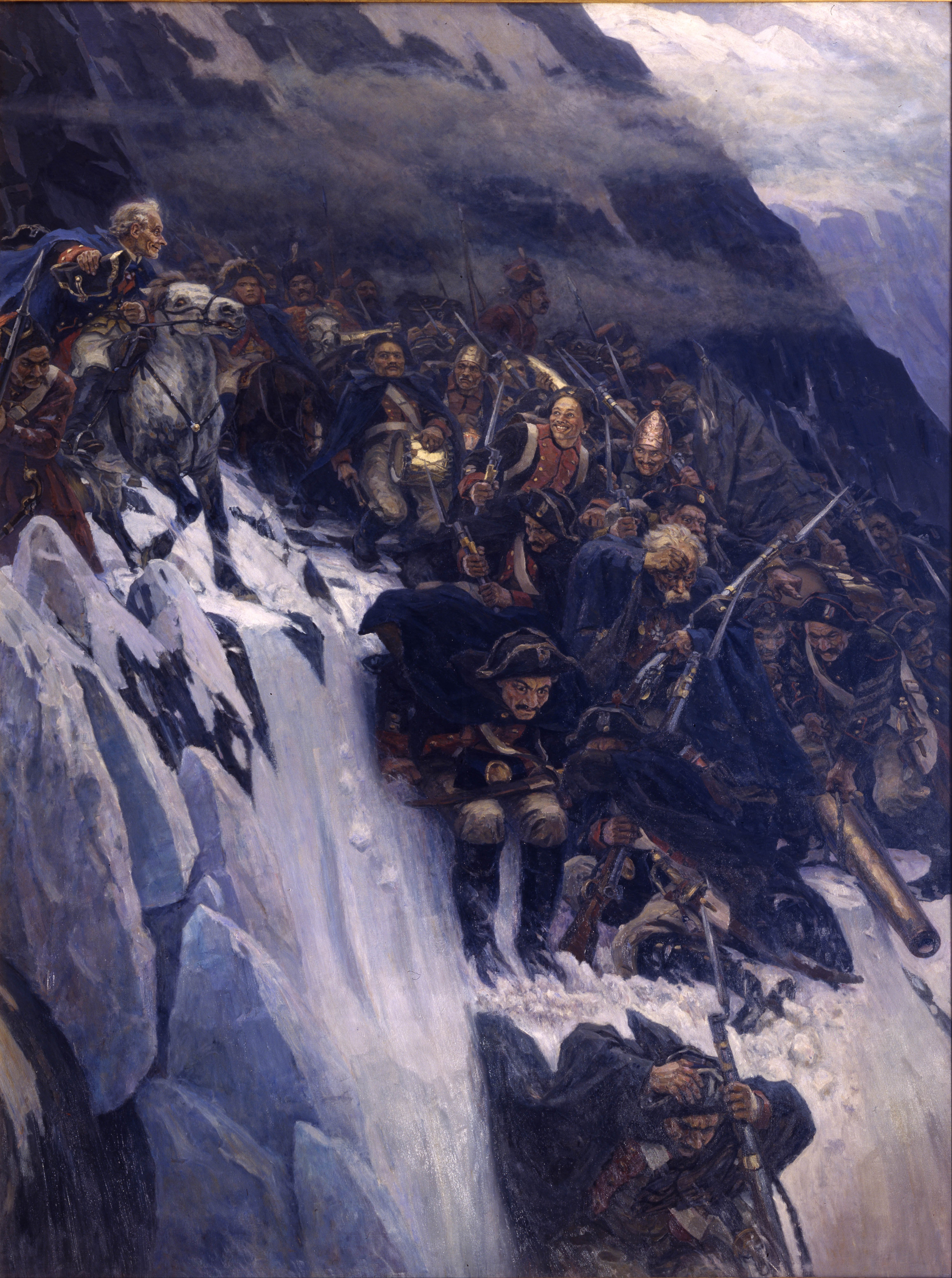
Marşul lui Suvorov în Alpi, 1889
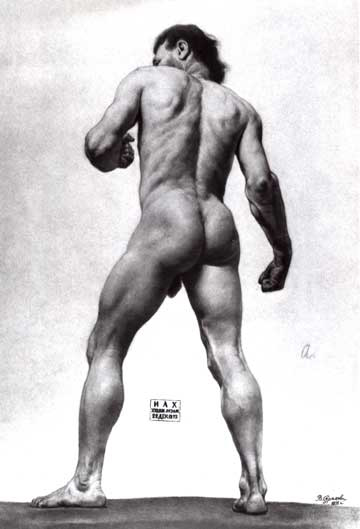
Bărbat
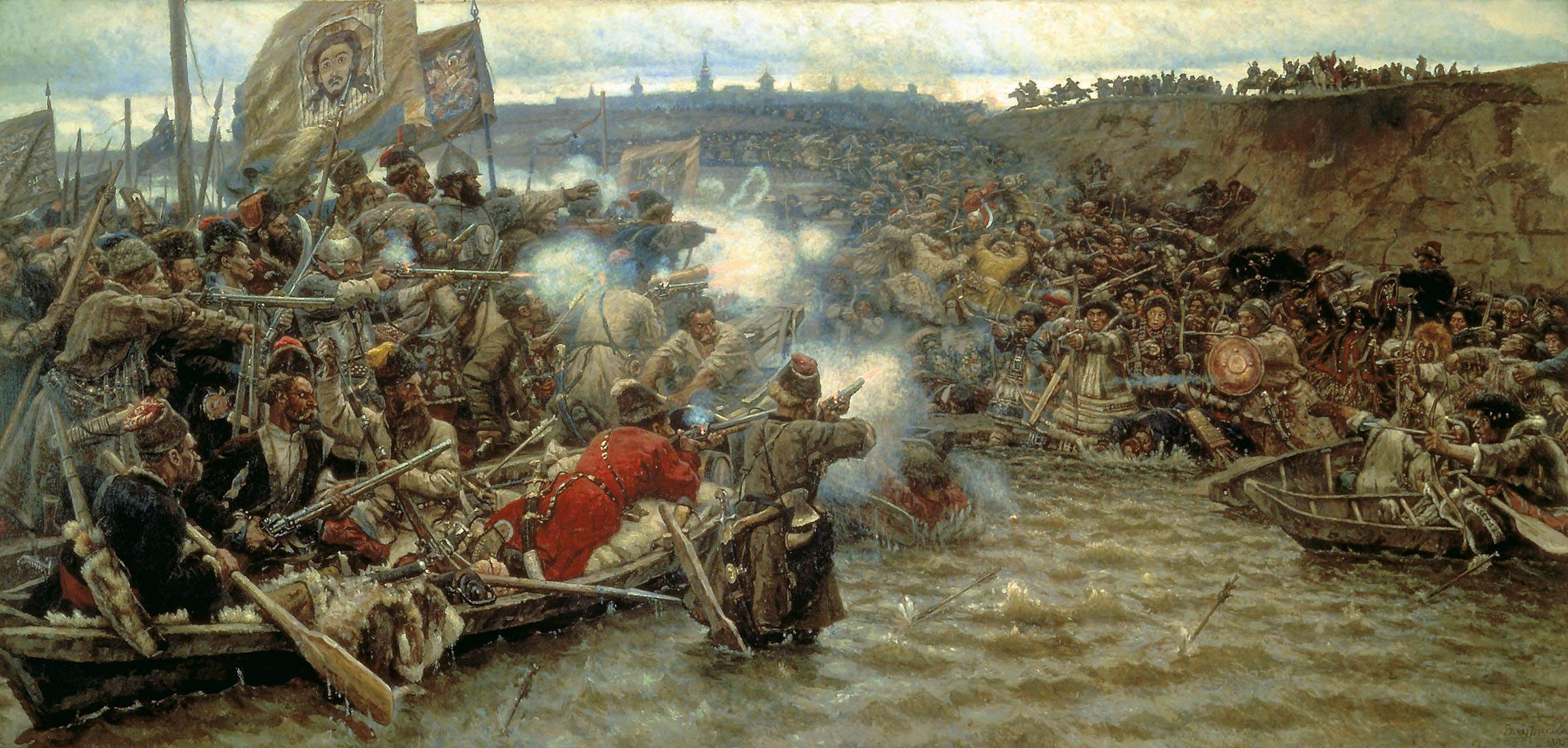
Cucerirea Siberiei de către Ermak, 1895
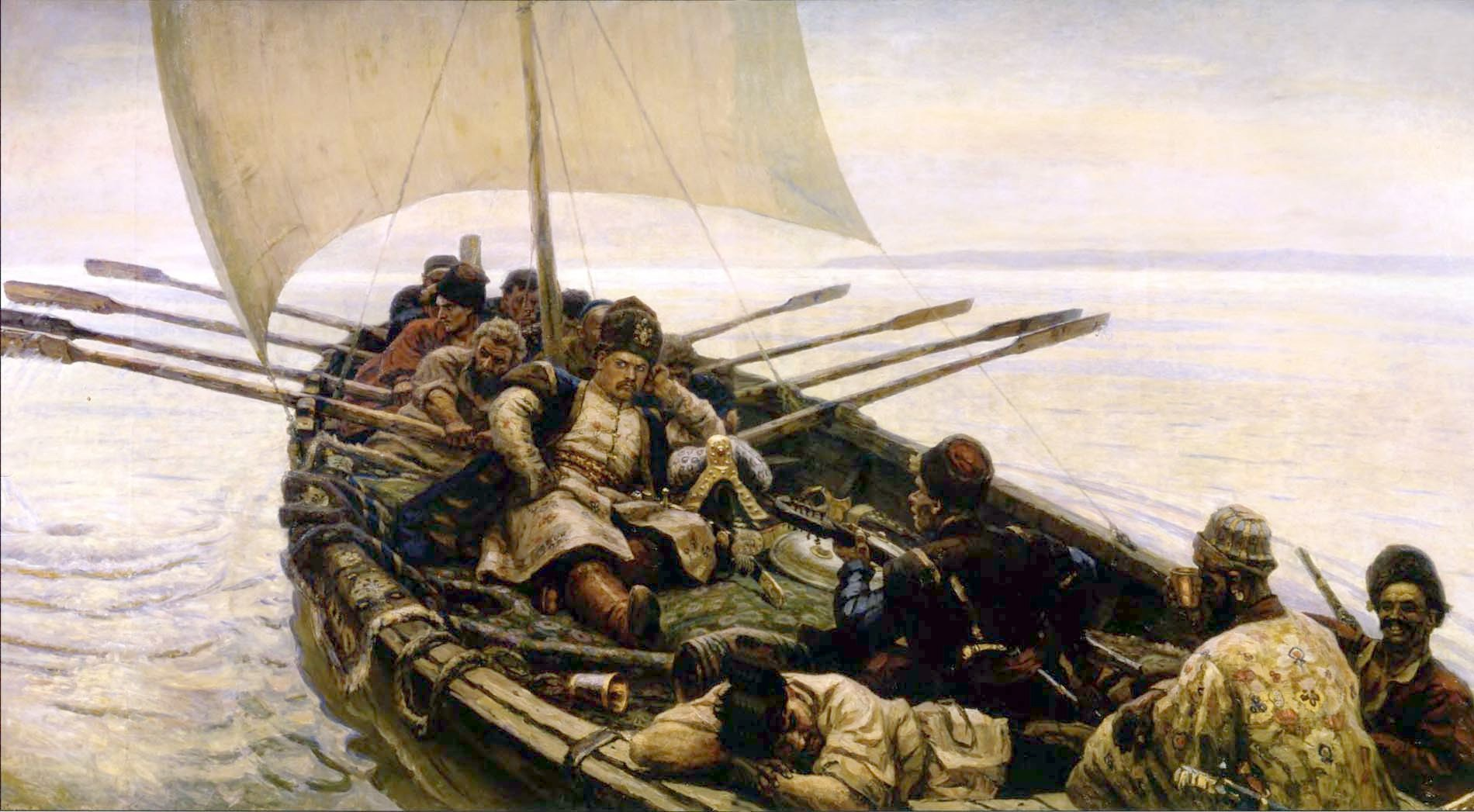
Stenka Razin navigând pe Marea Caspică, 1906